# Dayah Beureueh
Dayah Beureueh is een bestuurslaag in het regentschap Pidie van de provincie Atjeh, Indonesië. Dayah Beureueh telt 443 inwoners (volkstelling 2010).